# Pump.io
Chronologie des versions
StatusNet (d)
pump.io est un logiciel libre de microblogage fonctionnant sur le principe du réseau social en ligne. Il devrait à terme remplacer StatusNet et en étendre les fonctionnalités.

## Historique
Issu du service en ligne de microblogage Identi.ca, lequel utilise le logiciel StatusNet, pump.io permet de créer un réseau de microblogage décentralisé.
En marge du scandale des révélations d'Edward Snowden au sujet du programme  PRISM, ce logiciel est cité comme un outil pour protéger ses données personnelles sur le web.
C'est la société E14N qui développe ce logiciel.

## Standardisation
Le groupe de travail sur les web social fédéré du W3C, lancé en juillet 2014 a créé le standard ActivityPub, basé sur le protocole utilisé dans pump.io, et proposé comme successeur d'OStatus. Il a été officiellement publié comme recommandation  le 23 janvier 2018.